# Antheua eriostepta
Antheua eriostepta är en fjärilsart som beskrevs av Willie Horace Thomas Tams 1932. Antheua eriostepta ingår i släktet Antheua och familjen tandspinnare. Inga underarter finns listade i Catalogue of Life.